# My Bologna
My Bologna è un singolo del cantante statunitense "Weird Al" Yankovic ed è la parodia della pubblicità di Oscar Mayer. Originariamente il singolo fu pubblicato separato, ma quattro anni dopo verrà fatto una nuova versione incisa per l'album di debutto di Yankovic.
La prima versione venne inserita nel cofanetto Permanent Record: Al in the Box nel 1994 e nel 2017 nella raccolta Medium Rarities, facente parte del cofanetto Squeeze Box: The Complete Works of "Weird Al" Yankovic.

## Significato
La canzone parla di un uomo con la passione per la mortadella.
L'unico strumento presente è la fisarmonica di "Weird Al" Yankovic.

## Tracce
1. My Bologna – 2:20
2. School Cafeteria – 2:12

## Il video
Ufficialmente non esiste il video di questa canzone, ma esiste un filmato demo dove c'è Weird Al che suona la fisarmonica e canta la canzone. Il video è presente nel DVD "Weird Al" Yankovic: The Ultimate Video Collection come easter egg.